# サイド・モハンマド・アリ
サイド・モハンマド・アリ（Syed Mohammad Ali、1928年12月9日 – 1993年10月17日）は、ベンガル人のジャーナリスト、編集者。アリは、東パキスタンで職歴を積み始めた。南アジアのいくつかの新聞社で編集者として働き、タイ王国の『バンコック・ポスト』、イギリス領香港の『英文虎報 (Hong Kong Standard])、シンガポールの『The New Nation』などに在籍した。また、国際連合教育科学文化機関 (UNESCO) で働いたこともあった。1991年に、アリはバングラデシュの民主化の中で、『ザ・デイリー・スター』を創刊した。

## 家族
アリは、イギリス領インド帝国のアッサム地方に属していたシレット管区出身のベンガル人ムスリムの一家に生まれた。アリは、父方の祖先について、地域で聖人として崇められ、タラフ (Taraf) のサイイドであったシャー・アフメド・ムタワッキー (Shah Ahmed Mutawakkil) だと称していたが、この人物は明らかにタラフ王国の支配者であったサイイドとは無関係である。アリの父、サイド・モスタファ・アリ (Syed Mostafa Ali) はアッサム地方でイギリス領インド帝国の下で働く役人であった。いずれも作家であるサイド・ムジタバ・アリとサイド・ムルタザ・アリは、おじにあたる。きょうだいには、外交官になったサイド・ムアゼム・アリ、役人 (service-holder) になったサイド・シャウカット・アリ（Syed Shaukat Ally、1934年–2021年）、研究者になったフォウジア・アリ (Fowzia Ally) がいた。このアリ一家は、バングラデシュのシレット地方の出身である。

## 経歴
アリのジャーナリストとしての経歴は、44年間に及ぶ。彼の最初の仕事は、『パキスタン・オブザーバー』の記者であったが、東パキスタンで英字新聞として最大部数を誇っていた同紙は、後に1971年に『バングラデシュ・オブザーバー』と改題した。1966年から1970年にかけて、アリは編集長 (the Managing Editor) を『バンコック・ポスト』で務めていた。その後、彼はシンガポールの新聞『The New Nation』の在外遊軍編集者を務めた。彼はイギリス領香港で『英文虎報』の編集長となった。
アリは、国際公務員だったこともあった。彼は国際連合の職員となって、国際連合教育科学文化機関 (UNESCO) で働いた。1980年代、アリはUNESCOで同僚だったマーフズ・アナムとともに、母国バングラデシュで新聞を創刊することを構想した。
アリとアナムは、1991年の大統領中心の統治から議会制民主主義への移行の時期に『ザ・デイリー・スター』を創刊した。この時期には自由化への経済改革も進んだ。同紙は、微妙な政治主題に火を点けていくような社説で、影響力を持つようになっていった。同紙はやがて、バングラデシュで最大の英字新聞となった。アリとアナムは、往年の野党党首シェイク・ハシナをはじめ、主要な政治家へのインタビューを重ねた。アリはまた、バングラデシュ新聞協会 (the Press Institute of Bangladesh, PIB) の会長も務めた。アリは、死去する1993年まで、『ザ・デイリー・スター』の編集人であった。1995年、カレダ・ジア首相の政権は、アリにバングラデシュにおける民間人最高の栄誉を追贈した。

## 受賞
- Independence Day Award, 1995